# Movimento identitário

Lambda, um símbolo do movimento identitário usado sobretudo na Europa, simbolizando a Batalha das Termópilas

O movimento identitário é um movimento de extrema-direita que se popularizou na Europa pós-II Guerra Mundial, afirmando o direito dos europeus e povos de origem europeia a uma cultura e territórios reivindicados como pertencendo exclusivamente a eles. Teve sua origem em França baseando-se nas ideias ontológicas da moderna filosofia alemã, e foi complementada a partir dos anos 60 por ensaístas como Alain de Benoist, Dominique Venner, Guillaume Faye e Renaud Camus, considerados os líderes intelectuais do movimento.
Ainda que ocasionalmente condenando o racismo e promovendo uma sociedade etnopluralista, argumenta que certos modos de ser são típicos de grupos específicos de pessoas e povos, inspirado sobretudo nas ideias dos pensadores da Revolução Conservadora Alemã, e em certos casos influenciados pelas teorias nazis, através dos líderes da Nova Direita Europeia.
Alguns identitários defendem explicitamente ideias de xenofobia e racialismo, mas a maioria limita as suas declarações públicas a uma linguagem mais dócil. Alguns deles promovem a criação de estados étnicos brancos, excluindo os migrantes e residentes não-brancos. O Movimento Identitário foi classificado em 2019 pelo Gabinete Federal para a Proteção da Constituição alemão como ideologicamente pertencente ao extremismo de direita.
O movimento é mais visível na Europa, e embora com as suas raízes na Europa Ocidental, tem se espalhado rapidamente da parte oriental do continente através dos esforços deliberados de personalidades como Faye. Tem também aderentes entre os nacionalistas brancos da América do Norte, Austrália e Nova Zelândia O Southern Poverty Law Center, baseado nos EUA, considera muitas dessas organizações como grupos de ódio .